# Sisacht
Sisacht (perski: سي سخت) – miasto w Iranie, w ostanie Kohgiluje wa Bujerahmad. W 2006 roku miasto liczyło 6342 mieszkańców w 1528 rodzinach.